# Andreas Kölle
Andreas Kölle (* 28. November 1680 in Fendels; † 1755) war ein österreichischer Barockbildhauer.

## Leben
Kölle erhielt bis 1702 seine Ausbildung bei Johann Paul Tschiderer in Donauwörth, anschließend kehrte er in seine Heimat zurück. Von 1705 bis 1711 ging er auf Wanderschaft. Er betrieb eine Werkstatt in Fendels und schuf zahlreiche spätbarocke Figuren für Kirchen im Tiroler Oberland und in Vorarlberg, mehrfach war er für das Stift Stams tätig. Zu seinen Schülern gehörte Joseph Deutschmann.

## Werke

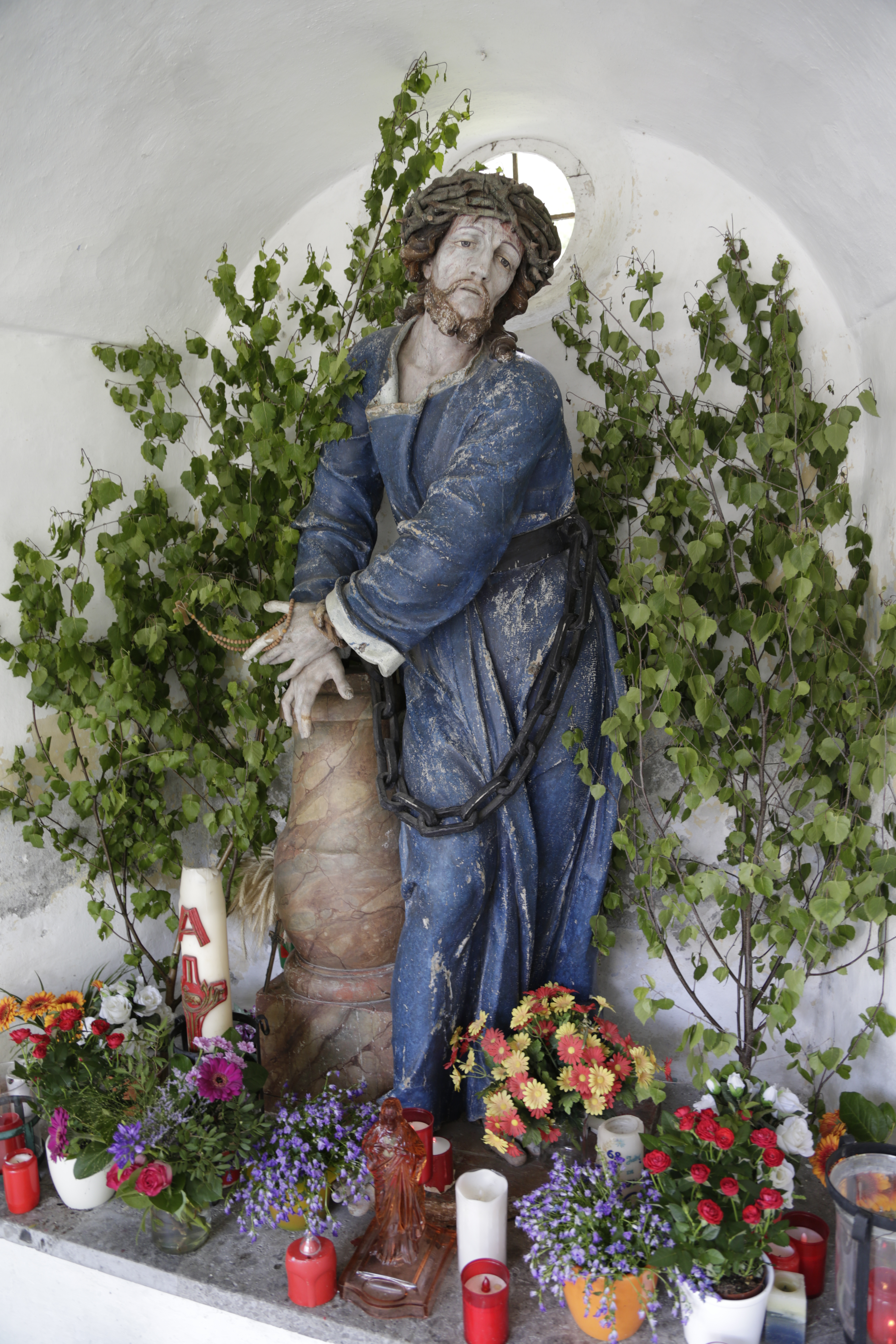
Christus an der Geißelsäule, Schulerkapelle, Ried im Oberinntal (um 1730)

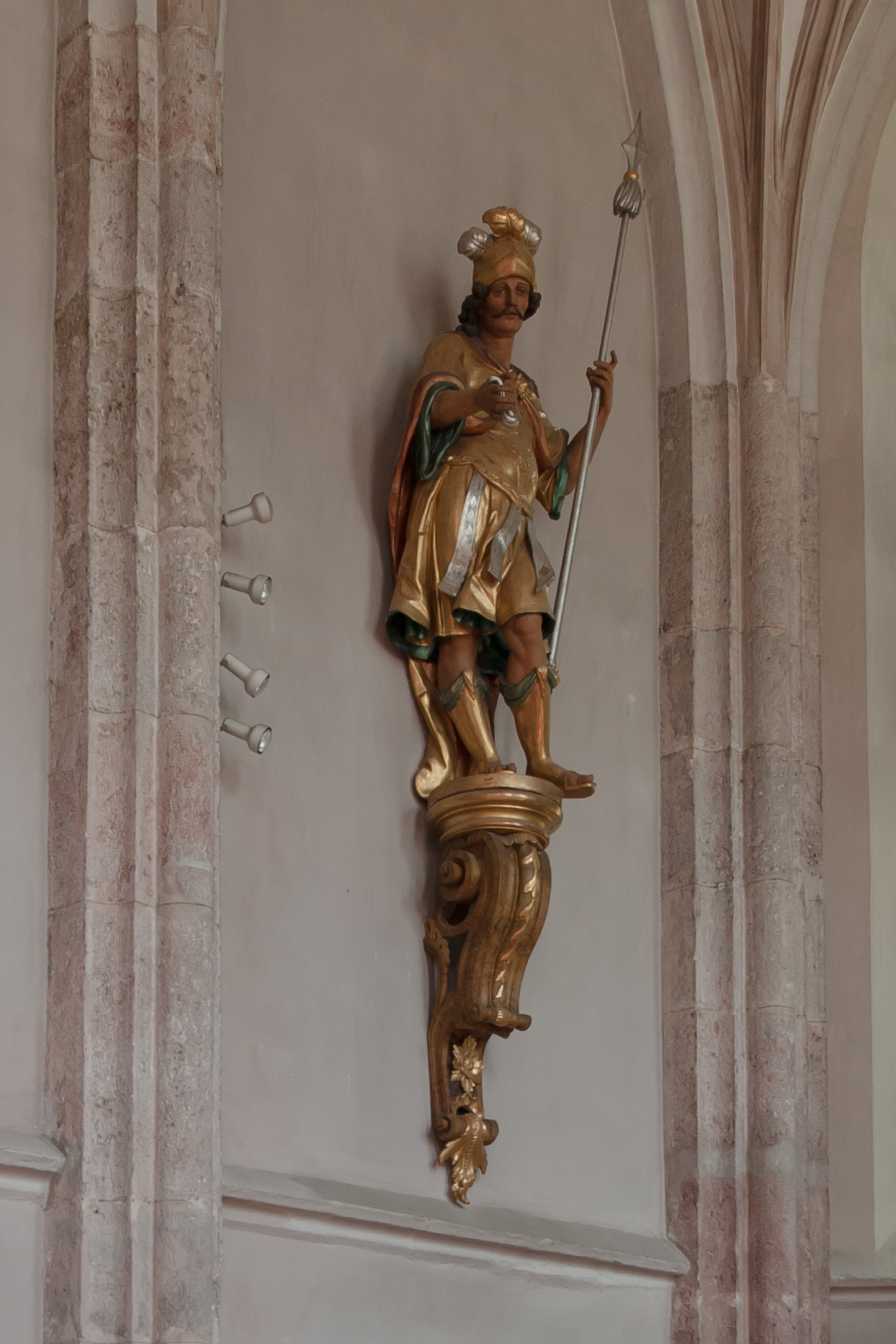
Hl. Florian, Pfarrkirche Haiming (1742)

- 1715 Figuren in der Pfarrkirche Vent[3]
- 1718 Evangelistensymbole und Engel an der Kanzel der Pfarrkirche Fiss[3]
- um 1720 Statue hl. Josef am Altar der Kapelle hl. Josef in Gries in Lermoos[3]
- 1720 Figuren in der Wallfahrtskirche Kaltenbrunn in Kaunertal[3]
- 1720 Figuren am Hochaltar in der Pfarrkirche Ried im Oberinntal; weiters: Kanzel und Figur hl. Sebastian von Josef Kölle (1785); weiters: Prozessionsfigur Johannes der Täufer von Christian Kölle (1785)[3]
- 1723 Figuren in der Pfarrkirche Grins[3]
- um 1725 Kanzel und Kruzifix in der Dekanatspfarrkirche Prutz[3]
- 1726 Figuren Erzengel Michael und Evangelisten an der Kanzel in der Pfarrkirche Kappl[3]
- um 1730 Figuren in der Pfarrkirche Dalaas[4]
- um 1730 Figur Christus an der Geißelsäule in der Schulerkapelle am Weg zum Kapuzinerkloster in Ried im Oberinntal[3]
- um 1730 Giebelmittelnischenfigur hl. Bernhard am Stift Stams, Altäre von 1738 bis 1742, Kanzel 1739, Figuren in der Hl. Blut Kapelle[3]
- um 1735 Statuen in der Kapelle hl. Johann Nepomuk am Dorfplatz in Wenns[3]
- 1730 Figuren in der Kapelle hl. Florian in Arzl im Pitztal[3]
- 1735, 1739 Figuren, Stationsreliefs, Kruzifix in der Pfarrkirche Fendels[3]
- 1736 Figuren in der Pfarrkirche Bartholomäberg[4]
- um 1740 Figuren in der Kuratienkirche Innerberg[4]
- um 1740 Giebelnischenfigur Maria Immaculata an einem Haus Nr. 81 in Ried im Oberinntal[3]
- 1742 Figuren in der Pfarrkirche Haiming[3]
- um 1750 Figuren in der Kirche Hl. Kreuz in Dalaas[4]
- um 1755 Figuren in der Pfarrkirche Landeck-Perjen aus seiner Werkstatt[3]
- um 1760 Figuren in der neuen Friedhofskapelle in Schruns[4]
- Statue hl. Bernhard im Hof vom Brixner- bzw. Stamserhaus am Domplatz Nr. 2 in Innsbruck[3]
- Figuren an der Kanzel in der Pfarrkirche Karres[3]
- Kruzifix in der Pfarrkirche Ladis[3]
- Bildstock mit Figur hl. Johannes Nepomuk in Prutz[3]
- Figuren in der Pfarrkirche Strengen aus dem Umkreis von Andreas Kölle[3]
- Figuren in der Pfarrkirche Tobadill aus seiner Werkstatt[3]
- Nischenfigur hl. Laurentius an der Westfront der Pfarrkirche Tösens, innen Figuren aus der Werkstatt[3]